# Lāčplēsis (poema epico)
Il Lāčplēsis è un poema epico composto da Andrejs Pumpurs, un poeta lettone, che lo scrisse tra il 1872 e il 1887, raccogliendo leggende locali. Ambientato nel XIII secolo, il Lāčplēsis è considerato come il poema epico nazionale lettone.

## Sinossi
Il poema narra delle gesta del leggendario Lāčplēsis, scelto dagli dèi per diventare un eroe del proprio popolo. Il suo nome significa "Uccisore di orsi" perché da giovane, quando viveva come figlio adottivo presso il Signore di Lielvarde, uccise un orso squarciandogli la mascella a mani nude. Al castello del Signor Aizkrauklis, spia le attività della strega Spīdala - la quale è sotto il controllo del Diavolo - e del sant'uomo Kangars, che è in realtà un traditore che complotta per sostituire il Cristianesimo agli dèi tradizionali. Spīdala prova ad affogare Lāčplēsis buttandolo nel vortice di Staburags nel fiume Daugava, ma egli viene salvato dalla dea Staburadze e condotto al suo castello di cristallo sottomarino. Lì, Lāčplēsis incontra e si innamora della vergine Laimdota. Poco dopo, Lāčplēsis diventa amico di un altro eroe, Koknesis ("Trasportatore di legna"), e studiano insieme al Castello di Burtnieks, il padre di Laimdota.
Kangars scatena una guerra conto gli estoni, e Lāčplēsis inizia a combattere contro il gigante Kalapuisis, per avere la mano di Laimdota. Sconfigge il gigante, e quest'ultimo decide di unirsi all'eroe lettone per combattere il nemico comune, ossia i missionari tedeschi, guidati da Padre Dīterich. Lāčplēsis compie un altro atto eroico passando la notte in un castello sommerso, rompendo la maledizione e permettendo al castello di riemergere. Ora Lāčplēsis e Laimdota sono ufficialmente fidanzati. Successivamente, Laimdota viene a conoscenza, tramite antichi libri, della verità sulla Creazione e sulla saggezza popolare lettone.
Laimdota e Koknesis sono rapiti e imprigionati in Germania. Spīdala convince Lāčplēsis che questi siano in realtà amanti. Lāčplēsis ritorna a casa, da Lielvarde, e si prepara a salpare per la Germania. La sua imbarcazione si smarrisce nel Mare del Nord, e viene ospitato dalla figlia del Vento del Nord. Nel frattempo, Dīterich e il Principe livoniano Kaupa si incontrano con il Papa a Roma per pianificare la cristianizzazione della Lettonia. Lāčplēsis inizia il suo periglioso viaggio verso casa dal Mare del Nord. Deve combattere mostri con tre, sei e nove teste nei pressi delle Isole Incantate. Alla fine, incontra Spīdala sull'isola, e la libera dal patto col Diavolo.

Lāčplēsis ritrova Laimdota e Koknekis, che erano riusciti a fuggire dalla Germania ma erano rimasti intrappolati nelle Isole Incantate. Koknekis dichiara il suo amore per Spīdala e i quattro fanno così ritorno in Lettonia.
Un doppio matrimonio viene celebrato durante le festività di San Giovanni, ma glie eroi sono presto coinvolti nelle battaglie contro i crociati tedeschi. Dopo molti scontri, i tedeschi sono respinti, e il loro capo, il Vescovo Albert, porta rinforzi dalla Germania, incluso il Cavaliere Nero.

Kangars scopre il segreto del vigore di Lāčplēsis e lo rivela ai tedeschi: la madre di Lāčplēsis era per metà orso, e la sua forza sovrumana risiede quindi nelle sue orecchie da orso. I cavalieri tedeschi si recano quindi da Lielvarde offrendo la pace. Lāčplēsis organizza quindi una giostra cavalleresca amichevole, durante la quale viene indotto a sfidare il Cavaliere Nero. Quest'ultimo riesce a tagliare le orecchie di Lāčplēsis, e i due combattenti finiscono nel Daugava e scompaiono.

## Schema delle cantiche
Cantica IIl concilio degli dèi – Il destino di Lāčplēsis viene rivelato
Cantica IIIl primo atto eroico di Lāčplēsis – Lāčplēsis al castello di Burtnieki – L'incontro con Spīdala – Nella buca del Diavolo – Nel palazzo di Staburadze – Ritorno e incontro con Koknesis
Cantica IIILa cospirazione di Kangars e Spīdala – Guerra contro gli estoni – Il castello sommerso – La Creazione – I lettoni ingannati dai cristiani
Cantica IVKaupa a Roma – Koknesis e Laimdota in Germania - Lāčplēsis nel Mare del Nord – Il ritorno di Lāčplēsis
Cantica VSull'isola stregata – Nuovo incontro con Spīdala – Ritorno a casa – Lāčplēsis, Laimdota e Koknesis riuniti
Cantica VIFestività di San Giovanni – L'inizio della battaglia – Il matrimonio di Lāčplēsis – La morte di Lāčplēsis

## Controversie storiche
Ispirato dal nazionalismo romantico, l'opera riflette la percezione della vita nel XIX secolo, e potrebbe sembrare troppo pretenzioso al giorno d'oggi. Nonostante sia basato sul folklore lettone, si possono ravvisare caratteri propri della morale cristiana. Alcune tra le divinità lettoni sono inventate, altre prese in prestito dalla tradizione lituana, e altre hanno cambiato ruolo. Anche i fatti storici citati sembrano essere travisati; per esempio, pare che il condottiere tedesco Dietrich sia stato presente in Lettonia attorno all'anno 1200, ma il primo condottiere tedesco chiamato Dietrich fu Dietrich von Grüningen, Signore di Livonia, nato attorno al 1210.

I caratteri sono sviluppati in maniera rozza; non hanno quasi motivazioni per le loro azioni, non si guardano mai indietro per pensare a cosa hanno fatto. Per esempio, Kangars tradisce sia la propria patria sia la propria religione per salvarsi la vita; ma successivamente aiuta i crociati in tutte le maniere possibili senza ripensamenti o timori.

## IlGiorno di Lāčplēsis
Il Giorno di Lāčplēsis (in lingua lettone: Lāčplēša Diena) viene celebrato il giorno 11 novembre. In questa data, i lettoni non commemorano la fine della prima guerra mondiale del 1918 (come accade in molte altre nazioni), bensì la vittoria contro i Bermontiani nella Battaglia di Riga dell'anno successivo.